# Normand Oceanic
Le Normand Oceanic est un navire de services qui peut être utilisé comme navire poseur de canalisations pour des opérations sous-marines en eau profonde et navire-grue. Le navire appartient à l'entreprise de services offshore Subsea 7. Il navigue sous le pavillon de l'île de Man et son port d'attache est Douglas.

## Histoire
Normand Oceanic a été construit au chantier naval norvégien Vard Group (maintenant STX Europe) à Brattvåg pour la société Solstad Farstad ASA et racheté par Subsea 7.
Normand Oceanic est capable de réaliser des travaux de pose de tuyaux flexibles à des profondeurs allant jusqu'à 3.000 mètres. De Classe C, pour la glace, il est capable de travailler en mer de Barents et au nord de la mer du Nord.
Il est équipé d'une grue principale d'une capacité de 400 tonnes, d'une grue de 100 tonnes et d'une tour de pose de canalisations.
Son pont de travail d'une superficie de 2.300 m² est conçu pour une charge maximale de 10 tonnes/m². Les tuyaux flexibles sont placés sous le pont sur quatre carrousels d'une capacité totale de 3.000 tonnes. 
Le navire dispose de deux sous-marins télécommandés (ROV) de type Hercules capables d'effectuer des tâches à des profondeurs allant jusqu'à 3.000 mètres.
Le déplacement sur zone d'exécution des travaux est effectué à une vitesse opérationnelle maximale de 17.6 nœuds. La précision de positionnement est assurée par le système de positionnement dynamique, et la centrale de propulsion se compose de moteurs Wärtsilä et de divers propulseurs.
Il dispose à bord de cabines pour 140 personnes. La livraison du personnel et de la cargaison peut être effectuée à l'aide de l'hélipad en aluminium.

### Articles externes
- Normand Oceanic - Site marinetraffic

- Seven Seas - Site Flotte Subsea 7
- Normand Oceanic Site Subsea 7